# Natação no Campeonato Mundial de Esportes Aquáticos de 2013 - 50 m borboleta masculino
A prova dos 50 metros borboleta masculino da natação no Campeonato Mundial de Esportes Aquáticos de 2013 ocorreu entre os dias 28 de julho e 29 de julho no Palau Sant Jordi  em Barcelona. 

## Recordes
Antes desta competição, os recordes mundiais e do campeonato nesta prova eram os seguintes:
| Tipo                  | Atleta        | Tempo | Local  | Data                |
| --------------------- | ------------- | ----- | ------ | ------------------- |
|                       | Rafael Muñoz  | 22,43 | Málaga | 5 de abril de 2009  |
| Recorde do campeonato | Milorad Čavić | 22,67 | Roma   | 27 de julho de 2009 |

## Medalhistas
| Ouro              | Prata               | Bronze                   |
| César Cielo (BRA) | Eugene Godsoe (USA) | Frédérick Bousquet (FRA) |

## Resultados

### Eliminatórias
Esses foram os resultados das eliminatórias.
| Pos. | Bateria | Raia | Nadador              | Nacionalidade  | Tempo | Notas |
| ---- | ------- | ---- | -------------------- | -------------- | ----- | ----- |
| 1    | 9       | 5    | Roland Mark Schoeman | África do Sul  | 23.02 | Q     |
| 2    | 7       | 3    | Rafael Muñoz         | Espanha        | 23.17 | Q     |
| 3    | 8       | 5    | Florent Manaudou     | França         | 23.18 | Q     |
| 4    | 9       | 2    | Andriy Hovorov       | Ucrânia        | 23.19 | Q     |
| 5    | 9       | 7    | Piero Codia          | Itália         | 23.21 | Q,    |
| 6    | 8       | 2    | Matt Grevers         | Estados Unidos | 23.29 | Q     |
| 7    | 9       | 6    | Eugene Godsoe        | Estados Unidos | 23.31 | Q     |
| 8    | 7       | 5    | César Cielo          | Brasil         | 23.32 | Q     |
| 9    | 9       | 3    | Matt Targett         | Austrália      | 23.36 | Q     |
| 10   | 9       | 8    | Wu Peng              | China          | 23.43 | Q     |
| 11   | 8       | 3    | Yauhen Tsurkin       | Bielorrússia   | 23.45 | Q     |
| 12   | 8       | 4    | Nicholas Santos      | Brasil         | 23.45 | Q     |
| 13   | 9       | 4    | Frédérick Bousquet   | França         | 23.49 | Q     |
| 14   | 8       | 6    | Steffen Deibler      | Alemanha       | 23.50 | Q     |
| 15   | 7       | 4    | Benjamin Proud       | Reino Unido    | 23.50 | Q     |
| 16   | 9       | 9    | Mario Todorović      | Croácia        | 23.53 | Q     |
| 17   | 7       | 2    | Ivan Lenđer          | Sérvia         | 23.58 |       |
| 18   | 7       | 9    | Barry Murphy         | Irlanda        | 23.65 |       |
| 19   | 8       | 8    | Matteo Rivolta       | Itália         | 23.65 |       |
| 20   | 8       | 7    | Yoris Grandjean      | Bélgica        | 23.68 |       |

| Ver o restante da classificação | Ver o restante da classificação | Ver o restante da classificação | Ver o restante da classificação | Ver o restante da classificação | Ver o restante da classificação | Ver o restante da classificação |
| Pos.                            | Bateria                         | Raia                            | Nadador                         | Nacionalidade                   | Tempo                           | Notas                           |
| ------------------------------- | ------------------------------- | ------------------------------- | ------------------------------- | ------------------------------- | ------------------------------- | ------------------------------- |
| 21                              | 7                               | 6                               | Konrad Czerniak                 | Polónia                         | 23.72                           |                                 |
| 22                              | 7                               | 7                               | François Heersbrandt            | Bélgica                         | 23.75                           |                                 |
| 23                              | 8                               | 1                               | Chad le Clos                    | África do Sul                   | 23.76                           |                                 |
| 24                              | 8                               | 9                               | Yang Jung-Doo                   | Coreia do Sul                   | 23.84                           | Recorde nacional                |
| 25                              | 7                               | 8                               | Ben Hockin                      | Paraguai                        | 23.94                           | Recorde nacional                |
| 26                              | 5                               | 9                               | Elvis Burrows                   | Bahamas                         | 23.98                           |                                 |
| 27                              | 9                               | 1                               | Yevgeny Korotyshkin             | Rússia                          | 23.98                           |                                 |
| 28                              | 7                               | 1                               | Chris Wright                    | Austrália                       | 24.01                           |                                 |
| 29                              | 5                               | 4                               | Yevgeniy Lazuka                 | Azerbaijão                      | 24.14                           |                                 |
| 30                              | 8                               | 0                               | Tadas Duskinas                  | Lituânia                        | 24.15                           |                                 |
| 31                              | 6                               | 6                               | Simão Morgado                   | Portugal                        | 24.20                           |                                 |
| 32                              | 6                               | 0                               | Coleman Allen                   | Canadá                          | 24.25                           |                                 |
| 33                              | 9                               | 0                               | Christos Katrantzis             | Grécia                          | 24.29                           |                                 |
| 34                              | 6                               | 4                               | Bence Pulai                     | Hungria                         | 24.31                           |                                 |
| 35                              | 5                               | 7                               | Mauricio Fiol                   | Peru                            | 24.32                           | Recorde nacional                |
| 36                              | 6                               | 7                               | Joshua McLeod                   | Trinidad e Tobago               | 24.43                           |                                 |
| 37                              | 6                               | 5                               | Riku Poytakivi                  | Finlândia                       | 24.45                           |                                 |
| 38                              | 5                               | 5                               | Michal Navara                   | Eslováquia                      | 24.54                           |                                 |
| 39                              | 6                               | 8                               | Shehab Younis                   | Egito                           | 24.70                           |                                 |
| 40                              | 5                               | 6                               | Tomas Plevko                    | Chéquia                         | 24.71                           |                                 |
| 41                              | 6                               | 9                               | Norbert Trandafir               | Roménia                         | 24.73                           |                                 |
| 42                              | 5                               | 2                               | Andrew Chetcuti                 | Malta                           | 24.88                           |                                 |
| 43                              | 5                               | 8                               | Ricardo Yee                     | Panamá                          | 24.89                           |                                 |
| 44                              | 5                               | 1                               | Oliver Elliot                   | Chile                           | 24.96                           | Recorde nacional                |
| 45                              | 6                               | 3                               | İskender Baslakov               | Turquia                         | 24.98                           |                                 |
| 46                              | 6                               | 2                               | Tomer Zamir                     | Israel                          | 25.06                           |                                 |
| 47                              | 5                               | 3                               | Gabriel Melconian Alvez         | Uruguai                         | 25.08                           |                                 |
| 48                              | 6                               | 1                               | Ifalemi Sau-Paea                | Tonga                           | 25.17                           |                                 |
| 49                              | 4                               | 7                               | Anthony Ralefy                  | Madagáscar                      | 25.53                           |                                 |
| 50                              | 4                               | 5                               | Yellow Yeiyah                   | Nigéria                         | 25.56                           |                                 |
| 51                              | 3                               | 2                               | Christopher Clark               | Polinésia Francesa              | 25.81                           |                                 |
| 52                              | 4                               | 6                               | Adrian Todd                     | Botswana                        | 25.98                           |                                 |
| 53                              | 4                               | 4                               | Sofyan El Gidi                  | Líbia                           | 26.08                           |                                 |
| 54                              | 3                               | 6                               | Oumar Toure                     | Mali                            | 26.09                           |                                 |
| 55                              | 7                               | 0                               | Afshin Asgari                   | Irão                            | 26.10                           |                                 |
| 56                              | 4                               | 1                               | Tyrone Alvarado                 | Equador                         | 26.13                           |                                 |
| 57                              | 4                               | 8                               | Batsaikhan Dulguun              | Mongólia                        | 26.20                           |                                 |
| 58                              | 4                               | 0                               | Ralph Goveia                    | Zâmbia                          | 26.31                           |                                 |
| 59                              | 3                               | 3                               | Niall Roberts                   | Guiana                          | 26.39                           |                                 |
| 60                              | 5                               | 0                               | Damit Davletbaev                | Quirguistão                     | 26.67                           |                                 |
| 61                              | 4                               | 2                               | Mohammad Anik Islam             | Bangladesh                      | 26.69                           |                                 |
| 62                              | 3                               | 4                               | D. Kalu Achchige                | Sri Lanka                       | 26.70                           |                                 |
| 63                              | 3                               | 5                               | Valdo Lourenco                  | Moçambique                      | 26.72                           |                                 |
| 64                              | 4                               | 3                               | Sergeý Krowýakow                | Turquemenistão                  | 26.79                           |                                 |
| 65                              | 3                               | 7                               | Ameer Ali                       | Iraque                          | 27.06                           |                                 |
| 66                              | 4                               | 9                               | Adam Viktoria                   | Seicheles                       | 27.09                           |                                 |
| 67                              | 1                               | 5                               | Omar Omar                       | Catar                           | 27.10                           |                                 |
| 68                              | 3                               | 8                               | Syed Naqvi                      | Paquistão                       | 27.11                           |                                 |
| 69                              | 3                               | 0                               | Kensuke Kimura                  | Marianas Setentrionais          | 28.01                           |                                 |
| 70                              | 2                               | 3                               | Ahmed Borhane                   | Djibuti                         | 28.03                           |                                 |
| 71                              | 3                               | 9                               | Hilal Hemed Hilal               | Tanzânia                        | 28.25                           |                                 |
| 72                              | 3                               | 1                               | Folarin Ogunsola                | Gâmbia                          | 28.50                           |                                 |
| 73                              | 2                               | 4                               | Noah Mascoll-Gomes              | Antígua e Barbuda               | 28.71                           |                                 |
| 74                              | 2                               | 6                               | Adnan Mohamed Muthasim          | Maldivas                        | 29.56                           |                                 |
| 75                              | 2                               | 7                               | Eloi Imaniraguha                | Ruanda                          | 30.36                           |                                 |
| 76                              | 2                               | 2                               | Esayas Ayele                    | Etiópia                         | 30.79                           |                                 |
| 77                              | 2                               | 1                               | Osman Kamara                    | Serra Leoa                      | 35.66                           |                                 |
| 78                              | 2                               | 8                               | Derek Dainard                   | Estados Federados da Micronésia | 35.88                           |                                 |
| 79                              | 1                               | 4                               | Ayoub Bagla Gebsa Kalfo         | Sudão                           | 99.99                           | DNS                             |
| 79                              | 2                               | 5                               | Yousef Al-Nehmi                 | Iêmen                           | 99.99                           | DNS                             |

### Semifinal
Esses foram os resultados das semifinais.
Semifinal 1
| Pos. | Raia | Nadador         | Nacionalidade  | Tempo | Notas |
| ---- | ---- | --------------- | -------------- | ----- | ----- |
| 1    | 6    | César Cielo     | Brasil         | 22.86 | Q     |
| 2    | 7    | Yauhen Tsurkin  | Bielorrússia   | 22.90 | Q,    |
| 3    | 5    | Andriy Hovorov  | Ucrânia        | 22.97 | Q,    |
| 4    | 4    | Rafael Muñoz    | Espanha        | 23.19 |       |
| 5    | 1    | Benjamin Proud  | Reino Unido    | 23.33 |       |
| 6    | 3    | Matt Grevers    | Estados Unidos | 23.35 |       |
| 7    | 8    | Mario Todorović | Croácia        | 23.47 |       |
| 8    | 2    | Wu Peng         | China          | 23.87 |       |

Semifinal 2
| Pos. | Raia | Nadador              | Nacionalidade  | Tempo | Notas |
| ---- | ---- | -------------------- | -------------- | ----- | ----- |
| 1    | 7    | Nicholas Santos      | Brasil         | 22.81 | Q     |
| 2    | 1    | Frédérick Bousquet   | França         | 22.93 | Q     |
| 3    | 8    | Steffen Deibler      | Alemanha       | 23.02 | Q     |
| 4    | 5    | Florent Manaudou     | França         | 23.15 | Q     |
| 5    | 6    | Eugene Godsoe        | Estados Unidos | 23.16 | Q     |
| 6    | 4    | Roland Mark Schoeman | África do Sul  | 23.25 |       |
| 7    | 2    | Matt Targett         | Austrália      | 23.39 |       |
| 8    | 3    | Piero Codia          | Itália         | 23.50 |       |

### Final
Esse foi o resultado da final.
| Pos.              | Raia | Nadador            | Nacionalidade  | Tempo | Notas |
| ----------------- | ---- | ------------------ | -------------- | ----- | ----- |
| Medalha de ouro   | 5    | César Cielo        | Brasil         | 23.01 |       |
| Medalha de prata  | 8    | Eugene Godsoe      | Estados Unidos | 23.05 |       |
| Medalha de bronze | 6    | Frédérick Bousquet | França         | 23.11 |       |
| 4                 | 4    | Nicholas Santos    | Brasil         | 23.21 |       |
| 5                 | 2    | Andriy Hovorov     | Ucrânia        | 23.22 |       |
| 6                 | 3    | Yauhen Tsurkin     | Bielorrússia   | 23.28 |       |
| 6                 | 7    | Steffen Deibler    | Alemanha       | 23.28 |       |
| 8                 | 1    | Florent Manaudou   | França         | 23.35 |       |

Legenda
| Recorde mundial       | Recorde mundial (World record)               |                       | Recorde africano                      | Recorde africano (African) |                                           | Q | Classificado por posição (Qualified) |
| Recorde do campeonato | Recorde do campeonato (Championship record)  | Recorde da América    | Recorde da América (Americas)         | q                          | Classificado por melhor tempo (Qualified) |   |                                      |
| Melhor marca do ano   | Melhor marca do ano (World leading)          | Recorde asiático      | Recorde asiático (Asian)              | DNS                        | Não largou (Did not start)                |   |                                      |
| Recorde nacional      | Recorde nacional (National record)           | Recorde europeu       | Recorde europeu (European)            | DNF                        | Não terminou (Did not finish)             |   |                                      |
| Recorde pessoal       | Recorde pessoal do atleta (Personal best)    | Recorde da Oceania    | Recorde da Oceania (Oceania)          | DSQ / DQ                   | Desclassificado (Disqualified)            |   |                                      |
| Recorde da temporada  | Recorde da temporada do atleta (Season best) | Recorde sul-americano | Recorde sul-americano (South America) | NM                         | Sem marca (No mark)                       |   |                                      |